# Finlay Currie
Pour les articles homonymes, voir Currie.
Finlay Currie est un acteur britannique, né le 20 janvier 1878 à Édimbourg (Écosse) et mort le 9 mai 1968 à Gerrards Cross, dans le comté de Buckinghamshire (Angleterre).

## Biographie
Il commence à monter sur scène en 1898 et apparaît dans son premier film  en 1931 dans The Old Man. Son dernier film est Bunny Lake a disparu en 1965 dans lequel il incarne le fabricant de poupées.

## Filmographie partielle
- 1931 : The Old Man de Manning Haynes : Rennett
- 1931 : Rome Express de Walter Forde : Sam
- 1932 : The Frightened Lady de T. Hayes Hunter : Brooks
- 1933 : The Good Companions de Victor Saville
- 1933 : Excess Baggage de Redd Davis : Inspecteur Toucan
- 1934 : Orders is Orders de Walter Forde : Jake
- 1934 : Princess Charming de Maurice Elvey
- 1934 : Little Friend de Berthold Viertel
- 1934 : My Old Dutch de Sinclair Hill : Mo
- 1935 : The Big Splash de Leslie S. Hiscott : Hartley Bassett
- 1936 : The Improper Duchess de Harry Hughes : Milton Lee
- 1936 : The Gay Adventure de Sinclair Hill : Porter
- 1937 : À l'angle du monde (The Edge of the World) de Michael Powell : James Gray
- 1941 : 49e Parallèle (49th Parallel) de Michael Powell : Albert, le facteur
- 1942 : Le Rocher du tonnerre (Thunder Rock) de Roy Boulting
- 1942 : Riposte à Narvik (The Day Will Dawn) de Harold French
- 1946 : Les Grandes Espérances (Great Expectations) de David Lean : Abel Magwitch
- 1950 : Son grand amour (My Daughter Joy) de Gregory Ratoff
- 1950 : L'Île au trésor (Treasure Island) de Byron Haskin : Capitaine Billy Bones
- 1950 : Trio de Ken Annakin et Harold French
- 1951 : Quo vadis (Quo Vadis) de Mervyn LeRoy : Pierre
- 1951 : On murmure dans la ville (People Will Talk) de Joseph L. Mankiewicz : Shunderson
- 1952 : Ivanhoé (Ivanhoe) de Richard Thorpe : Cedric
- 1952 : La Loi du fouet (Kangaroo) de Lewis Milestone : Michael McGuire
- 1952 : La Parade de la gloire (Stars and Stripes Forever) de Henry Koster : Colonel Randolph
- 1953 : Échec au roi (Rob Roy, the Highland Rogue) de Harold French
- 1954 : Third Party Risk de Daniel Birt
- 1955 : Capitaine Mystère (Captain Lightfoot) de Douglas Sirk : Callahan
- 1955 : Des pas dans le brouillard de Arthur Lubin : Inspecteur Peters
- 1956 : Le Tour du monde en quatre-vingts jours (Around the World in Eighty Days) de Michael Anderson : le partenaire
- 1956 : Zarak le valeureux (Zarak) de Terence Young : le mollah
- 1957 : Sainte Jeanne (Saint Joan) d'Otto Preminger : Regnault de Chartres, archevêque de Reims
- 1958 : Le Prisonnier du Temple (Dangerous Exile) de Brian Desmond Hurst : Monsieur Patient
- 1958 : La Tempête (La Tempesta) d'Alberto Lattuada
- 1959 : Salomon et la Reine de Saba (Solomon and Sheba) de King Vidor : le roi David
- 1959 : Ben-Hur (Ben-Hur) de William Wyler : Balthazar
- 1960 : L'Ange pourpre (The Angel Wore Red) de Nunnally Johnson : l'évêque
- 1960 : Les Aventuriers du fleuve (The Adventures of Huckleberry Finn) de Michael Curtiz
- 1960 : L'Enlèvement de David Balfour (Kidnapped) de Robert Stevenson : Cluny MacPherson
- 1960 : L'Esclave du pharaon (Giuseppe venduto dai fratelli) d'Irving Rapper et Luciano Ricci : Jacob
- 1963 : Meurtre au galop (Murder at the Gallop) de George Pollock : le vieux Enderby
- 1963 : Billy le menteur (Billy Liar) de John Schlesinger : Duxbury
- 1963 : Cléopâtre (Cleopatra) de Joseph L. Mankiewicz : Titus
- 1963 : West 11 de Michael Winner : Mr. Cash
- 1964 : Who Was Maddox ? de Geoffrey Nethercott : Alec Campbell
- 1964 : La Chute de l'Empire romain (The Fall of the Roman Empire) d'Anthony Mann : un sénateur
- 1964 : Les Trois Vies de Thomasina de Don Chaffey : Grandpa Stirling
- 1965 : La Bataille de la villa Fiorita (The Battle of the villa Fiorita) de Delmer Daves : Emcee
- 1965 : Bunny Lake a disparu (Bunny Lake is missing) d'Otto Preminger : le fabricant de poupées